# Dan Laurențiu
Laurențiu Ciobanu, mai cunoscut sub pseudonimul Dan Laurențiu, (n. 10 august 1937, Podu Iloaiei, jud. Iași – d. 21 decembrie 1998, București) a fost un poet, critic literar și eseist român. 

## Biografie
A urmat studii la Liceul „Național” din Iași și apoi la Facultatea de Filosofie a Universității „Al. I. Cuza” din Iași. După absolvirea facultății a lucrat ca profesor la o școală profesională din Iași (1963-1966), apoi ca redactor la revistele literare Cronica (1966-1968) și Luceafărul (1969-1993) și la Editura Cartea Românească (1993-1998).
A fost chinuit încă din tinerețe de boli grele și de o dramă familială, iar aceste suferințe s-au reflectat mai târziu asupra liricii sale. A debutat ca poet în anul 1959 în revista Iașul literar (1959), iar primul volum de versuri, Poziția aștrilor, i-a apărut în 1967. A publicat ulterior mai multe volume de versuri, printre care Călătoria de seară (1969), Imnuri către amurg (1970), Poeme de dragoste (1975), Zodia leului (1978), Privirea lui Orfeu (1984), Ave Eva (1986), Psyche (1989), Călătoria mea ca martir și erou al timpului (1991), Femeie dormind (1993) și Mountolive (1994). A obținut Premiul de critică al Asociației Scriitorilor din București (1976) pentru vol. Eseuri asupra stării de grație și trei premii pentru poezie al Uniunii Scriitorilor (1978; 1994; 1995).
Criticul Gabriel Dimisianu îl descria ca o persoană orgolioasă și idolatră, care-i percepea pe toți ceilalți ca pe „o masă indistinctă de admiratori ai harului său literar”. Lirica lui Dan Laurențiu era neoromantică, potrivit aceluiași critic, detașându-se de cotidian pe care îl percepea ca pe un spațiu al înjosirii și ajungând să se plângă că fusese părăsit de Dumnezeu, deși îi fusese „robul cel mai fidel” de la „porțile aurite”. În opinia criticului Alexandru Cistelecan, poezia lui Dan Laurențiu este „elegiacă, de atmosferă, într-un limbaj de simboluri, în care temele fundamentale ale morții și ale timpului sunt tratate cu o gravitate care exclude dintru început derizoriul și parodia – tinzând spre maxima esențializare”.
Poeta și traducătoarea Nora Iuga îl considera „ultimul poet orfic”, opinie pe care i-o împărtășea și Nina Cassian, și afirma că Dan Laurențiu avea o inspirație continuă și un amestec de ludic și tragic.

## Opera
- Poziția aștrilor, versuri, București, 1967;
- Călătoria de seară, București, 1969;
- Imnuri către amurg, București, 1970;
- Poeme de dragoste, București, 1975;
- Eseuri asupra stării de grație, București, 1976;
- Zodia leului, București, 1978;
- Poziția aștrilor, cu o postfață de D. Cristea, București, 1980;
- Privirea lui Orfeu, poeme, București, 1984;
- Ave Eva, București, 1986;
- Psyche, poeme, București, 1989;
- Călătoria mea ca martir și erou al timpului, poeme, București, 1991;
- 101 poezii, antologie, București, 1993;
- Femeie dormind, poeme, București, 1993;
- Mountolive, București, 1994;
- Privirea lui Orfeu. Jurnal metafizic, București, 1995;
- Poziția aștrilor, versuri, București, 1996;
- Călătoria mea ca erou și martir al timpului, antologie, postfață și notă biobliografică de Irina Mavrodin, București, 1999.